# Гвианска низина
Гвианската низина е обширна тропическа низина в североизточната част на Южна Америка, в пределите на Гвиана, Суринам и Френска Гвиана. Простира се на около 1100 km от делтата на река Ориноко на запад-северозапад до устието на река Ояпок на изток-югоизток, покрай североизточното подножие на Гвианската планинска земя и крайбрежието на Атлантическия океан. Ширината ѝ варира от няколко km до 200 km на северозапад. Изградена е от морски и алувиални наслаги, като на места на повърхността излизат древни кристалинни скали, образуващи ниски изолирани възвишения. Атлантическото крайбрежие е почти праволинейно, с брегови валове, преграждащи устията на малки реки. Устията на големите реки (Есекибо, Куюни, Корантайн, Марони, Апруаг, Ояпок и др.) са предимно от лиманен тип. Климатът е субекваториален, горещ (средни месечни температури от 26°С до 28°С) и влажен (годишна сума на валежите до 3300 mm). През септември и октомври се наблюдава се къс сух сезон. На север и юг преобладават вечнозелените гори, централните ѝ части са заети от савани, а по крайбрежието са разпространени блата и мангрови гори. В големи плантации се отглежда ориз, захарна тръстика, какао, кафе, тропически плодове и други потребителски култури. По крайбрежието и в реките се развива местен риболов..
1. ↑  ((ru)) «Большая Советская Энциклопедия» – Гвианская низменность, т. 6, стр. 162